# Gary Ross
Gary Ross (nascido em 3 de novembro de 1956) é um cineasta norte-americano que dirigiu o filme The Hunger Games, assim como' e o indicado de melhor filme Seabiscuit.

## Filmografia
| Ano(s) | Título                 | Diretor | Roteirista | Produtor |
| ------ | ---------------------- | ------- | ---------- | -------- |
| 1988   | Big                    | Não     | Sim        | Sim      |
| 1992   | Mr. Baseball           | Não     | Sim        | Não      |
| 1993   | Dave                   | Não     | Sim        | Não      |
| 1994   | Lassie                 | Não     | Sim        | Não      |
| 1997   | Trial and Error        | Não     | Não        | Sim      |
| 1998   | Pleasantville          | Sim     | Sim        | Sim      |
| 2003   | Seabiscuit             | Sim     | Sim        | Sim      |
| 2008   | The Tale of Despereaux | Não     | Sim        | Sim      |
| 2012   | The Hunger Games       | Sim     | Sim        | Não      |
| 2016   | Free State of Jones    | Sim     | Sim        | Sim      |
| 2018   | Ocean's 8              | Sim     | Sim        | Não      |